# Glee: The Music, the Christmas Album Volume 2
Glee: The Music, The Christmas Album Volume 2 est la huitième bande originale extraite de la série télévisée Glee. Elle sort le 15 novembre 2011 aux États-Unis. Les chansons de cet album ont toutes pour thème les fêtes de Noël.

## Liste des chansons
1. All I Want for Christmas Is You (Mariah Carey) (Amber Riley)
2. Extraordinary Merry Christmas (Glee Cast) (Darren Criss, Lea Michele)
3. Santa Baby (Eartha Kitt et Les Paul) (Naya Rivera)
4. Christmas Eve With You (Glee Cast) (Jayma Mays, Matthew Morrison)
5. Little Drummer Boy (Katherine K. Davis) (Kevin McHale)
6. River (Joni Mitchell) (Lea Michele)
7. Do You Hear What I Hear? (Bing Crosby) (Lindsay Pearce et Alex Newell)
8. Let It Snow! Let It Snow! Let It Snow! (Vaughn Monroe) (Chris Colfer, Darren Criss)
9. Santa Claus Is Coming To Town (John Frederick Coots et Haven Gillespie) (Mark Salling, Cory Montheith, Samuel Larsen)
10. Christmas Wrapping (The Waitresses) (Heather Morris)
11. Blue Christmas (Billy Hayes et Jay W. Johnson) (Damian McGinty)
12. Do They Know It's Christmas? (Feed The World) (Band Aid) (New Directions)